# Dever para com Deus
Dever para com Deus é uma prática tradicional de A Igreja de Jesus Cristo dos Santos dos Últimos Dias. De acordo com a Igreja, a prática é utilizada para incentivar os jovens que participam na formação do Sacerdócio Aarônico.

## Histórico do Prêmio
Antes de 2002, o prêmio foi apresentado aos jovens membros da Igreja SUD, em conjugação com a sua participação no programa de Escotismo do Boy Scouts of America (BSA). O conceito do prêmio atual foi introduzido pela primeira vez pelo Élder F. Melvin Hammond, em outubro de 2001, na conferência geral da igreja. Em relação ao prêmio, o Élder declarou:
| “ | Os jovens que conseguiram este novo direito para com Deus estará melhor preparado do que nunca para ir ao templo, servir missões, casar no templo e se tornam bons maridos e pais. Eles serão melhor preparados para servir as suas famílias, sua Igreja e sua comunidade. | ” |

## Requisitos
O programa de concessão atual começou oficialmente em janeiro de 2002. Os candidatos do Sacerdócio devem qualificar o seu Dever para com Deus depois de completar os requisitos específicos em matéria de direitos do sacerdócio. Estes foram definidos como a participação em atividades da família, participação em atividades da Igreja de quórum, a conclusão com êxito de um projeto de serviço e alcance dos objetivos pessoais relativos à educação, desenvolvimento espiritual e físico, e as interações sociais.